# Schlachthof (Bad Kissingen)

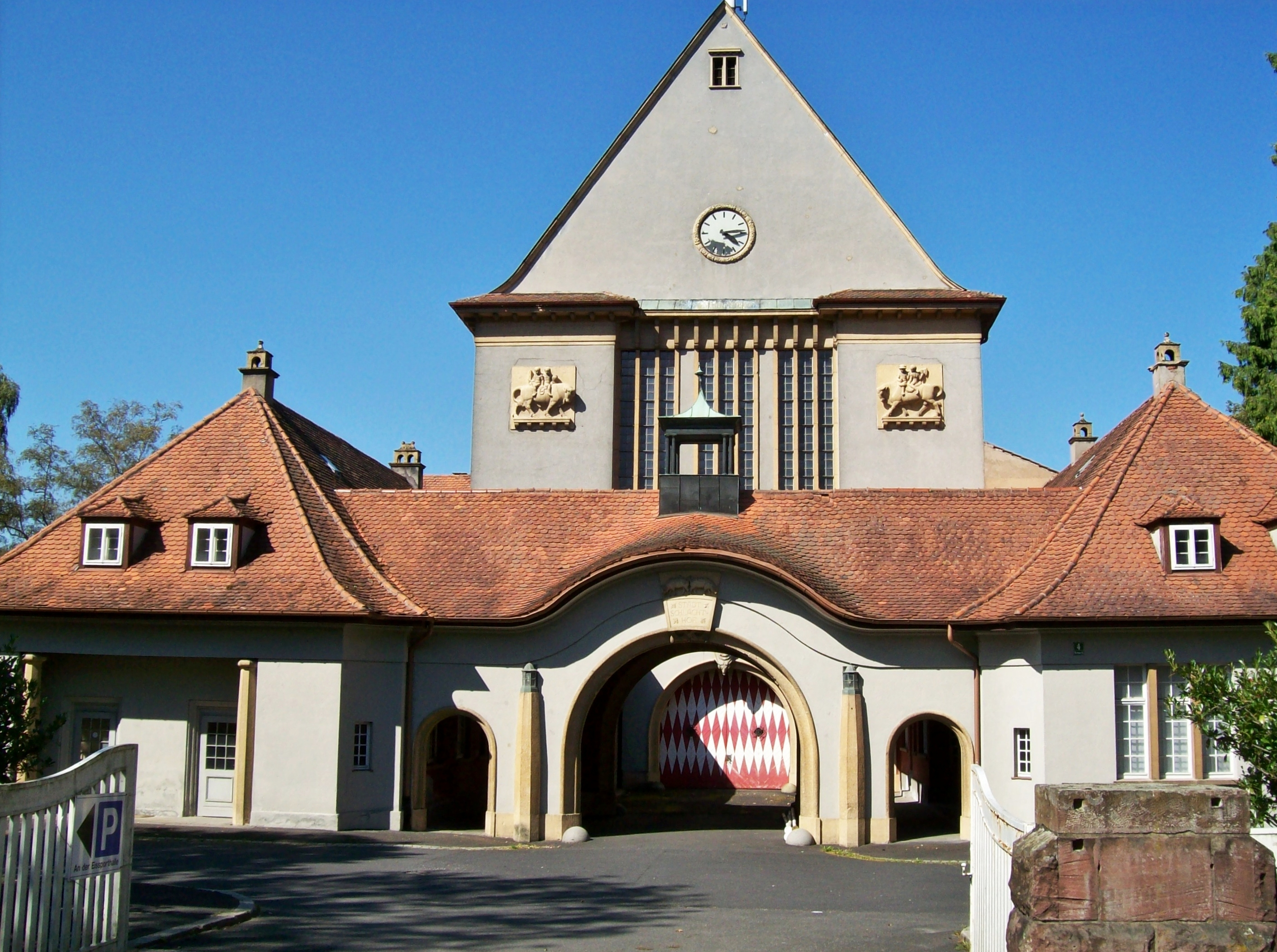
Haupteingang mit Vorhof (Osten)

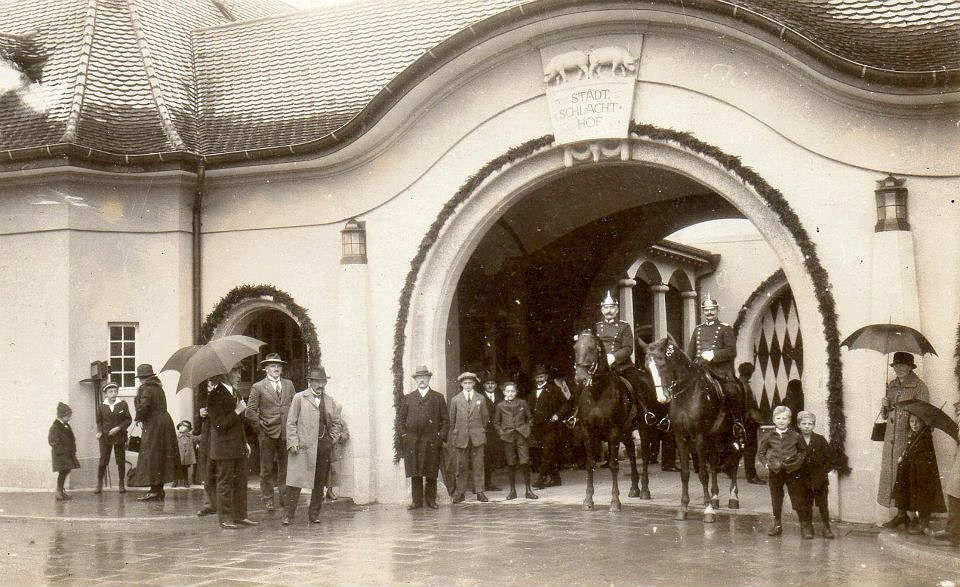
Eröffnung des Schlachthofes (1925)

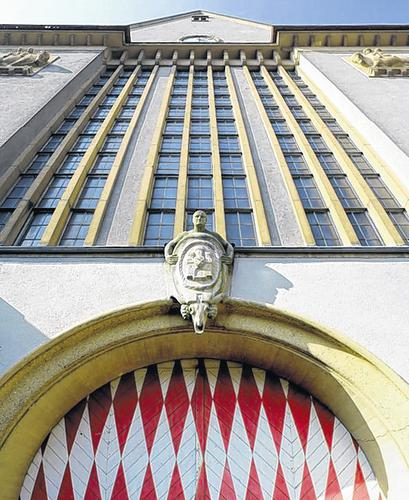
Eingangsfassade mit Pollwein-Büste

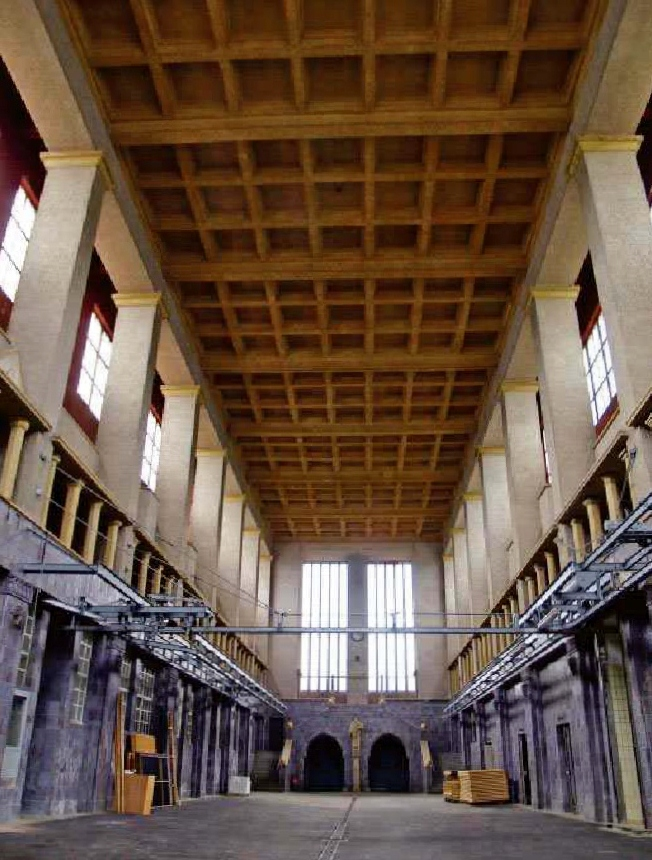
Große Halle mit Kassettendecke und zwei umlaufenden Galerien

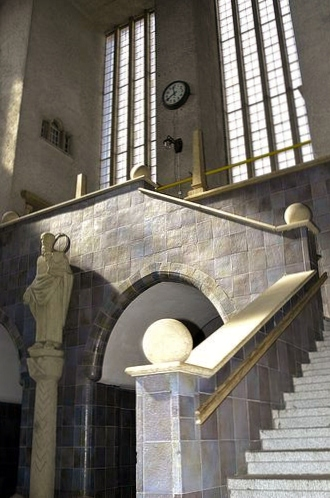
Treppenaufgang zur ersten Galerie; daneben eine Statue des hl. Lukas

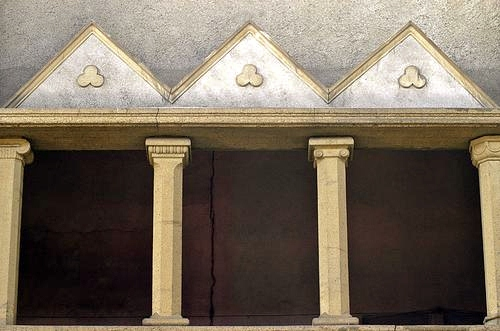
Blick auf umlaufende Galerie

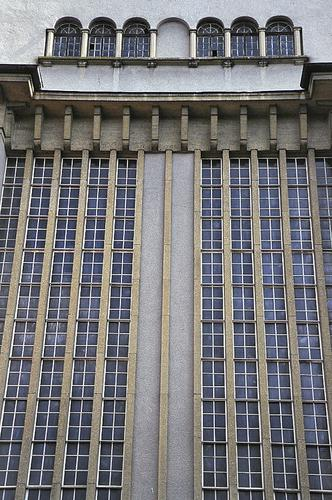
Kathedralenartige Außenfassade

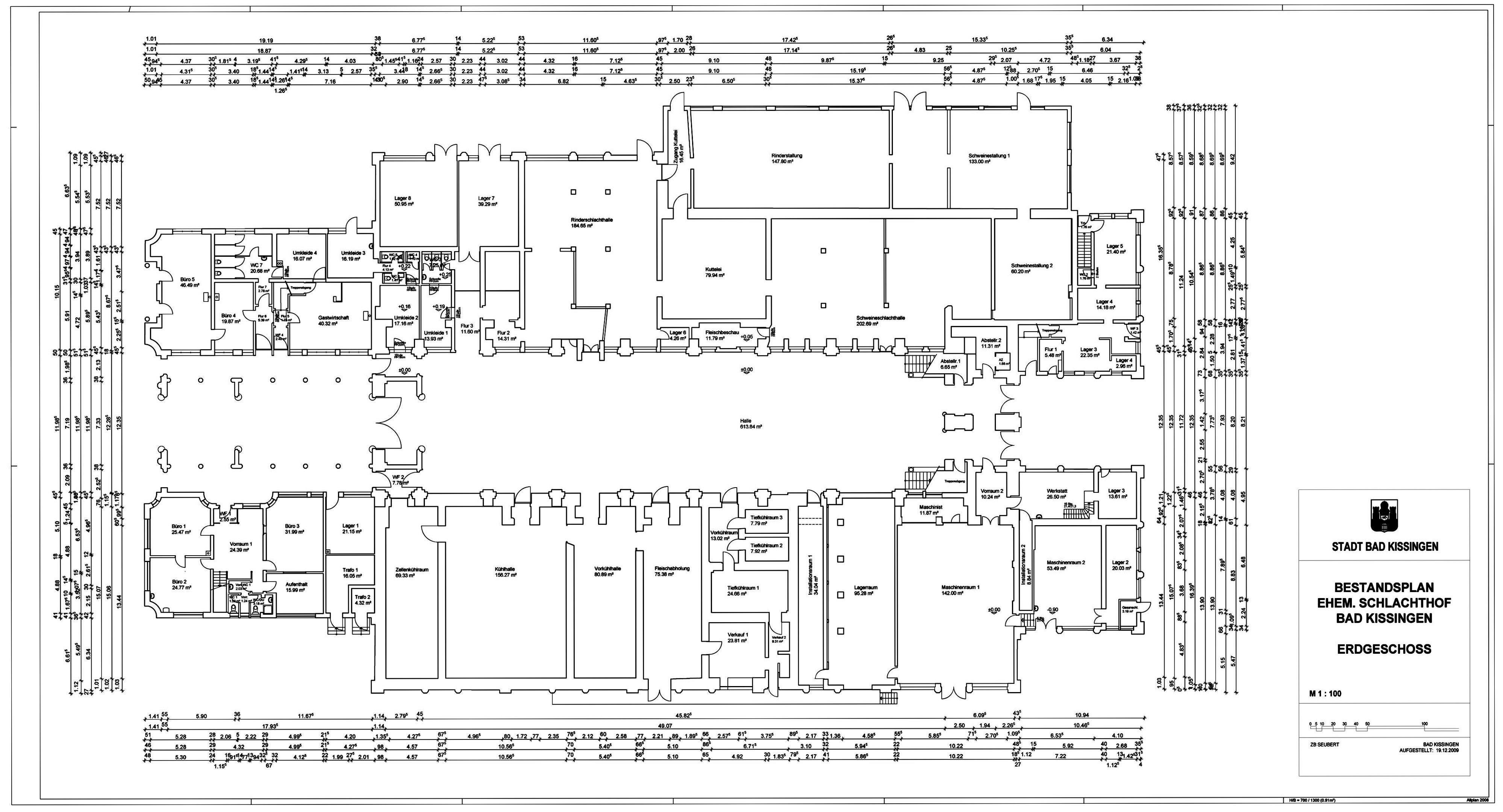
Grundriss des Erdgeschosses

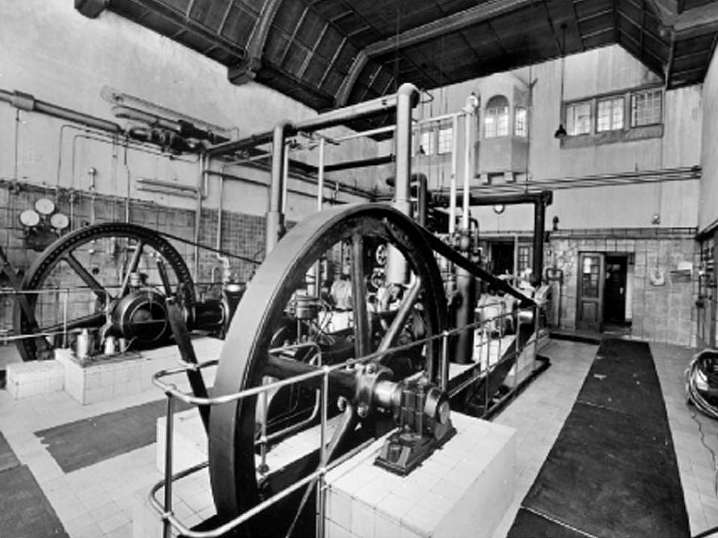
Schwungräder der Linde-Kühlanlage

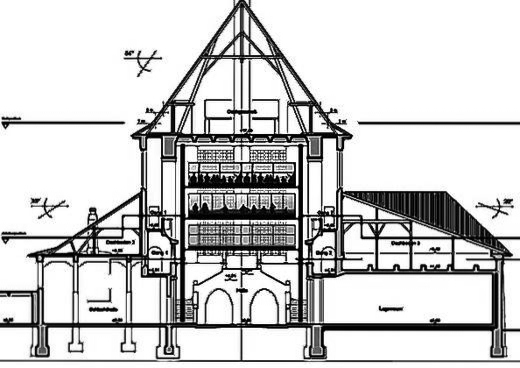
Mögliche Haus-in-Haus-Lösung für drei Bürogeschosse (Planung 2013), Idee/Copyright: Michael Wieden

Der ehemalige Schlachthof des bayerischen Staatsbades Bad Kissingen (Würzburger Straße 4), im Volksmund „Ochsenkathedrale“ genannt, war von Herbst 1925 bis Dezember 2002 in Betrieb. Er gilt aufgrund seiner ungewöhnlichen Bauweise als einmalig in Europa. Das Hauptgebäude steht ebenso unter Denkmalschutz (Eintrag in der bayerischen Denkmalliste unter der Nummer D-6-72-114-116) wie die beiden links und rechts stehenden Wohngebäude (D-6-72-114-115 und D-6-72-114-117).

## Baubeschreibung
Der Bad Kissinger Schlachthof wurde in den Jahren 1923 bis 1925 nach Plänen des Architekten Josef Hennings, eines Spezialisten für Schlachthofbau in Stuttgart, in spätem Jugendstil auf einem 20.000 Quadratmeter großen Grundstück (Flurnummer 2532) gebaut. Die Bauleitung hatte Stadtbaudirektor Hans Husslein. Das Gebäude ist ein hoher Satteldachbau in basilikaler Staffelung mit niederen Seitenflügeln. Diese bilden in westlicher Richtung einen offenen Vorhof. Diese Eingangsfront ist als offene Säulenhalle mit rückwärtigem Rundbogentor gebaut, über dem an der Fassade eine Bauplastik von Heinrich Salomon (München) angebracht ist, die Bad Kissingens damaligen Bürgermeister Max Pollwein über dem Stadtwappen und einem Widderschädel darstellen soll. Der gesamte Gebäudekomplex einschließlich Vorhof ist 87,50 Meter lang, 51 Meter breit und fast 30 Meter hoch.
Das markanteste architektonische Merkmal des Baus ist die zentrale Halle, die mit fast 50 Metern Länge, 12 Metern Breite und einer Höhe von 17 Metern wie ein Kirchenschiff wirkt, was dem Schlachthof seinen Spitznamen „Ochsenkathedrale“ gab. Allerdings diente die Halle baulich nur dazu, die einzelnen Räumlichkeiten zu beiden Seiten zu verbinden, um die geschlachteten Teile geschützt zwischen Schlacht- und Kühlräumen zu transportieren. Die mit einer Kassettendecke versehene Halle wurde sehr großzügig ausgestattet. Ihre Wände sind bis auf fünf Meter Höhe mit türkisblauen Siegersdorfer Keramikplatten ausgekleidet, die am oberen Rand mit Tiermotiven geschmückt sind. Durch die hohen Fenster an den Giebelwänden kommt helles Tageslicht in die Halle.
Für Besucher hatte der Architekt zwei umlaufende Galerien entlang des Mittelschiffs bauen lassen. Vom Erdgeschoss gelangte man über eine repräsentative breite Eisenbetontreppe zur ersten Galerie, von dort über zwei Wendeltreppen aus Eisenbeton zur zweiten. Von den Galerien hatten die Kurgäste gegen eine Eintrittsgebühr von 50 Pfennig einen guten Blick auf das Geschehen. Sie sollten und konnten sich davon überzeugen, dass der neue Schlachthof Vorbild für die „Stadthygiene der Gegenwart“ war. Auch die Säulenkapitelle der Galerien, die Widderschädel darunter, die überlebensgroße Statue des Evangelisten Lukas, Schutzpatron der Metzger, unterhalb der pompösen Treppenanlage und die Obelisken auf der Balustrade geben der Halle das Erscheinen eines Ballsaales oder einer Kirche, wären nicht die Eisenschienen, an denen Rinder- und Schweinehälften transportiert wurden.
Die technische Ausstattung war die beste in damaliger Zeit. Beeindruckend war die Kühlanlage der Firma Linde, für deren Erhalt sich heute der Verein für Historische Kälte- und Klimatechnik einsetzt, um diese als Industriedenkmal zu erhalten. Riesige Schwungräder und alte Kompressoren faszinieren mit ihrer gewaltigen Maschinenkraft noch heute. Auch gab es im Schlachthof keine mechanischen Uhren, sondern eine moderne elektrische Uhrenanlage.
„Möge das bedeutsame Werk, in schwerer Zeit begonnen und ausgeführt, der Stadt Bad Kissingen zum Nutzen und Segen gereichen“, schrieb Bürgermeister Max Pollwein 1925 in die Festschrift, die anlässlich der Inbetriebnahme veröffentlicht wurde. Ein „ragendes Zeichen nicht niederzuringender deutscher Wirtschaftskraft“ solle der Bau sein. Fast zwei Millionen Reichsmark hatte der Bau gekostet. Pollwein freute sich, dass die Anlage den Ruf Kissingens als internationale Badestadt fördere, aber er gab auch zu, dass Bau und Ausstattung „teilweise als zu glanzvoll bezeichnet“ worden seien. In derselben Schrift schwärmte Architekt Josef Hennings von seiner künstlerischen Freiheit, die man ihm gelassen habe. Der Stadtrat habe lediglich verlangt, dass sich dieser Bau in seiner Wertigkeit der 14 Jahre zuvor gebauten Wandelhalle würdig anpassen sollte.
Nach Fertigstellung dieses neuen Schlachthofes, dessen erster Direktor Josef Zisterer wurde, beschloss der Stadtrat im Jahr 1927 den Abriss des alten Schlachthauses neben der Alten Synagoge – zeitgleich mit dieser.

### Zum Schlachthof gehörende Bauten
Zum Schlachthof-Areal gehören unter gleicher Adresse wie der Schlachthof (Würzburger Straße 4; Würzburger Straße 6; Würzburger Straße 2) sowie unter gleicher Nummer in der Bayerischen Denkmalliste (D-6-72-114-116) vier nahezu baugleiche, gleichzeitig mit dem Schlachthof entstandene Nebengebäude. Bei den vier Nebengebäuden handelt es sich um eingeschossige Walmdachbauten. Zu den Nebengebäuden gehört ferner eine gleichzeitig entstandene Einfriedung.

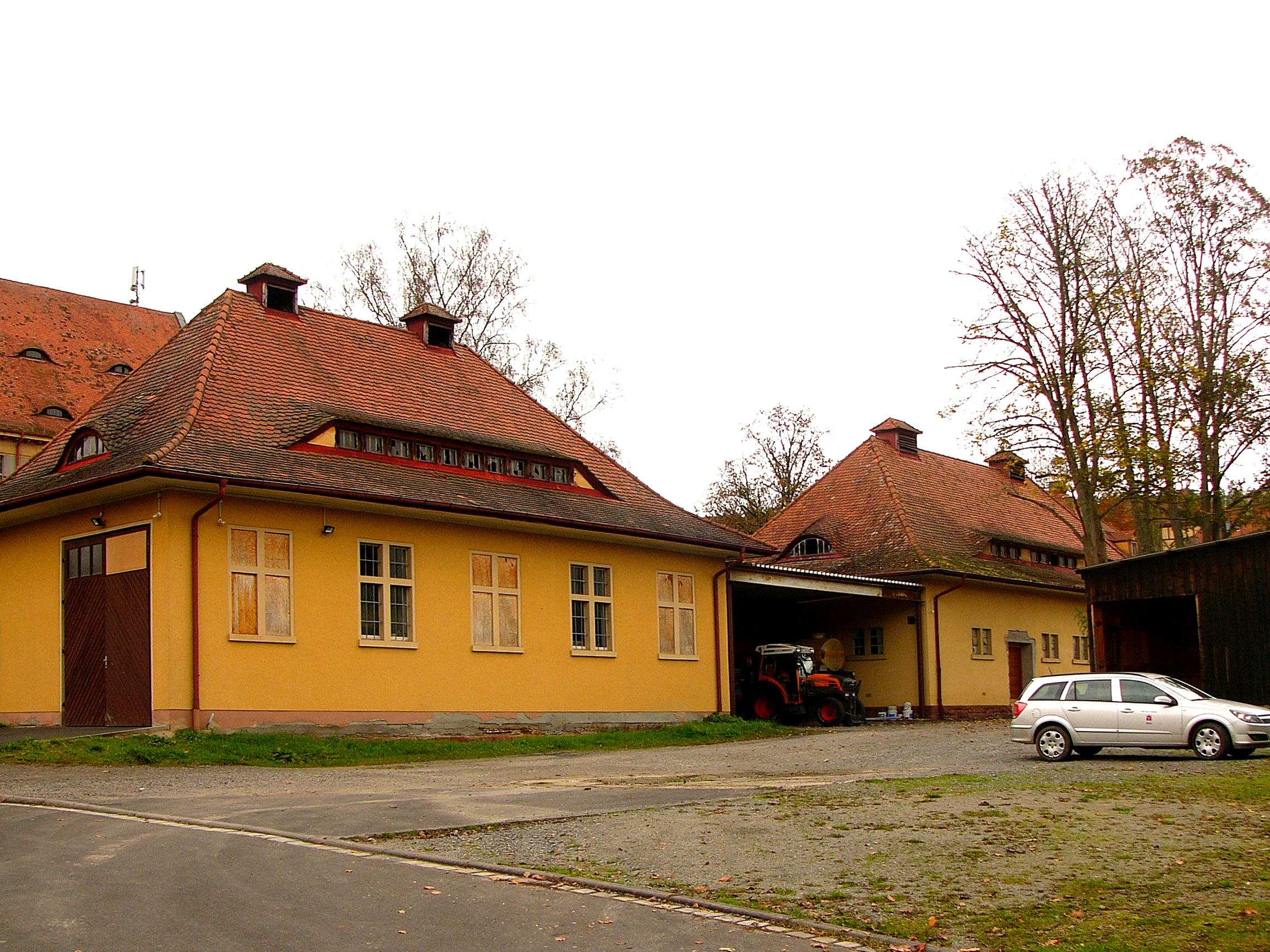
Vier nahezu baugleiche Nebengebäude
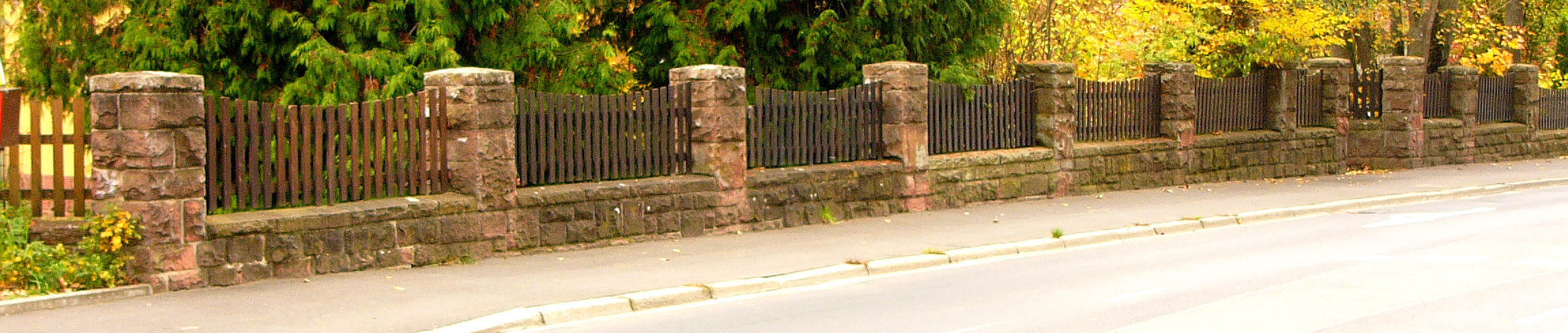
Einfriedung der Nebengebäude

Zu beiden Seiten des Schlachthofes stehen außerdem jeweils die Wohngebäude Würzburger Straße 2 (D-6-72-114-115) und Würzburger Straße 6 (D-6-72-114-117) in Form eines zweigeschossigen Walmdachbaues. Beide Wohngebäude sind links und rechts des Schlachthofs angeordnet, wodurch eine übergeordnete Symmetrie entsteht.

## Vorgeschichte
Der Bau des Schlachthofes war notwendig geworden, da das vorherige Schlachthaus nicht mehr den damaligen Anforderungen entsprach.
Schon im April 1832 war bei der Stadtverwaltung eine Beschwerde mit 50 Unterschriften gegen die mit Blut und Wasser gefüllte Dungstätte des Metzgermeisters Franz Bieberich in der Kirchgasse eingegangen. Ein entsprechender Beschluss des Landgerichts führte daraufhin 1833 zum Bau eines ersten, zweigeschossigen Schlachthauses an der Theresienstraße. Doch es genügte nur zwei Jahrzehnte den Anforderungen.
Schon 1859 wurde deshalb die Errichtung eines neuen Schlachthauses mit Fleischbänken beschlossen. Bei der Hauptversammlung des Allgemeinen deutschen Bäderverbandes am 4. Oktober 1894 in Bad Kissingen wurde gefordert, dass ein Schlachthof „in keiner Gemeinde fehlen sollte, in welcher das Kur- oder Badeleben sich entfaltet“, und dieser dem Anspruch des Kurortes gerecht werden sollte. Schlachthäuser mögen „der Wohlfahrt des Gemeinwesens dienen“.
Nach vielen Verzögerungen wurde erst nach dem Ersten Weltkrieg 1919 begonnen, die Idee eines neuen Schlachthofes ernsthaft umzusetzen. Dieser Schlachthof sollte nicht nur den Bedarf der Einwohner decken, sondern zusätzlich auch den der zahlreichen Kurgäste und Saisonarbeiter. Deshalb war eine kapazitätsmäßige Auslegung des Schlachthofes für mindestens 30.000 Personen vorgesehen. Der Plan sah in der Hochsaison die Schlachtung von täglich 20 Stück Großvieh, 120 Stück Kleinvieh und 40 Schweinen vor.
Der Bauplatz sollte flussabwärts an der Fränkischen Saale gelegen sein und günstige Zufahrtsverhältnisse haben. Auf einen Gleisanschluss wurde bewusst verzichtet, da die Anlieferung nur aus der Region vorgesehen war. Die Wasserversorgung und -entsorgung sollte problemlos möglich sein. Nach langer Beratungszeit war das Gelände am damaligen Stadtrand gefunden. Die Stadt entschloss sich nach verschiedenen Besichtigungen, das sogenannte Deutsche System mit einer Verbindungshalle zu bauen. Das Grundstück an der Lindesmühle, für das man sich schließlich entschied, hatte sogar den Vorteil, den Schlachthof später auf doppelte Kapazität erweitern zu können.

## Betriebsaufgabe 2002
Im Jahre 2002 wurde beschlossen, den Betrieb des Schlachthofes einzustellen. Um die Vorgaben und gesetzlichen Auflagen der Europäischen Union erfüllen zu können, wären teure Umbauten nötig gewesen, die in Teilen sicher auch den Bestimmungen des Denkmalschutzes widersprochen hätten. Außerdem war der Betrieb nicht mehr kostendeckend zu führen, da die Versorgung der Einwohner längst anderweitig erfolgte, und die Stadtverwaltung war nicht in der Lage, das Defizit zu tragen.

## Pläne zur Umnutzung
Da die Stadt Bad Kissingen auch den Unterhalt für das leerstehende Baudenkmal tragen musste, wurde in der Folgezeit nach anderen Nutzungsmöglichkeiten des Schlachthofgebäudes gesucht. Die Bauverwaltung hatte für einen einfachen Umbau in eine Veranstaltungshalle Grundkosten von 420.000 Euro geschätzt. Dazu wären aber weitere Ausgaben für Instandsetzungsarbeiten zur Aufbesserung der Statik gekommen. Diese Ausgaben konnte sich die Stadt nicht leisten. Deshalb entschied der Stadtrat im Jahr 2010, über eine öffentliche Ausschreibung private Investoren mit passenden Nutzungsideen zu finden. Die Ausschreibung blieb erfolglos.
Seit Herbst 2012 wurde geprüft, auf Stahlträgern ruhende Büroräume als Haus-in-Haus-Lösung in die Halle dreigeschossig einzubauen, ohne die denkmalgeschützte Bausubstanz anzugreifen. So bliebe der Schlachthof einerseits erhalten und andererseits genügend Zeit, in kleinen Schritten mit den durch Vermietung erwirtschafteten Einnahmen das historische Gebäude zu sanieren und danach schrittweise neuen Nutzungen zuzuführen. Diese Planung wurde aufgegeben.
Ab 2023 wurde nach mehrjährigen Planungen auf einem Teil des Schlachthofgeländes das vom bisherigen Post-Standort hierher verlegte Postverteilzentrum der Deutschen Post errichtet, das 2024 seinen Betrieb aufnahm.

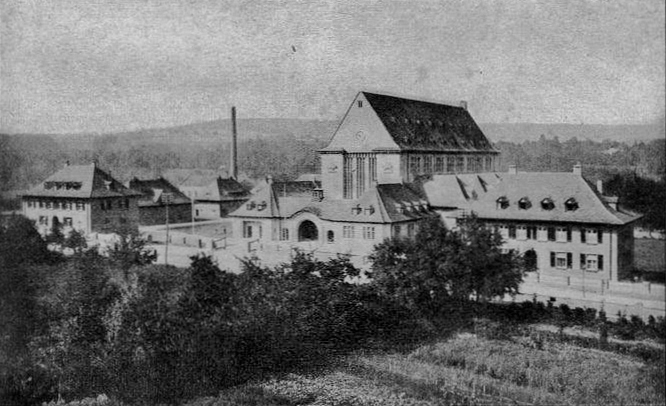
Gesamtansicht 1925
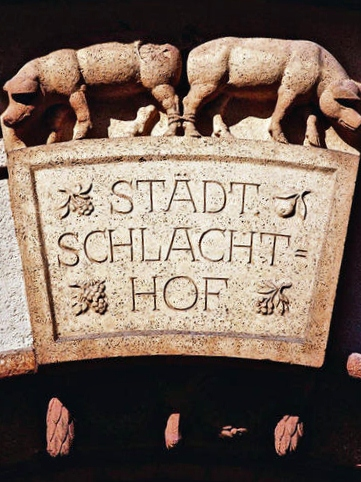
Bauplastik am Eingang
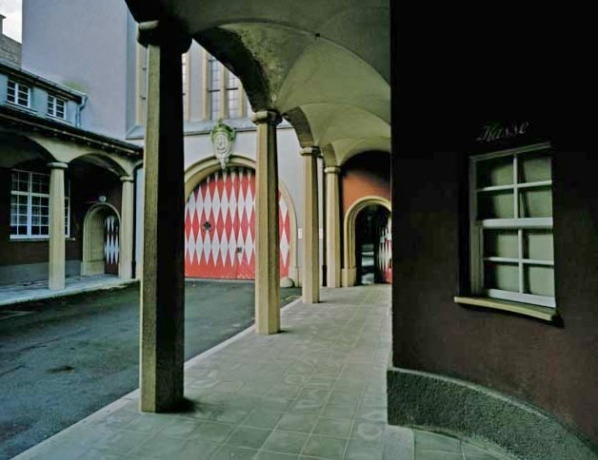
Vorhof zum Eingang
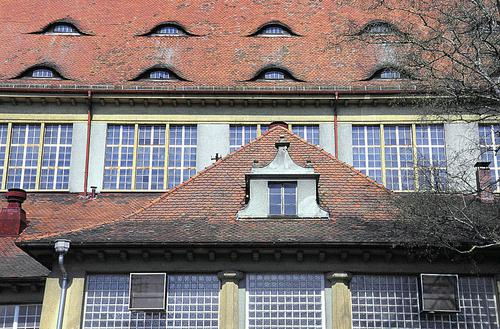
Seitenansicht
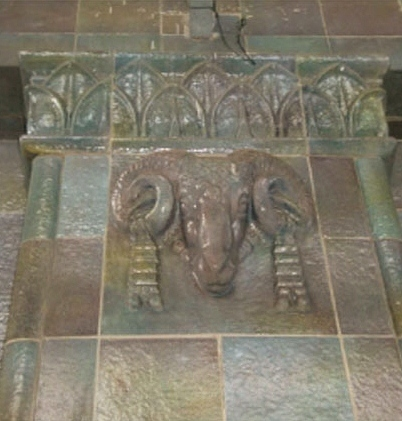
Widderkopf aus Siegersdorfer Keramik
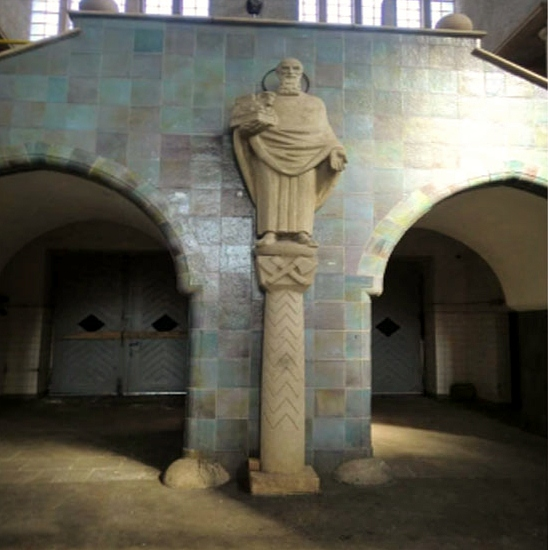
Statue des hl. Lukas
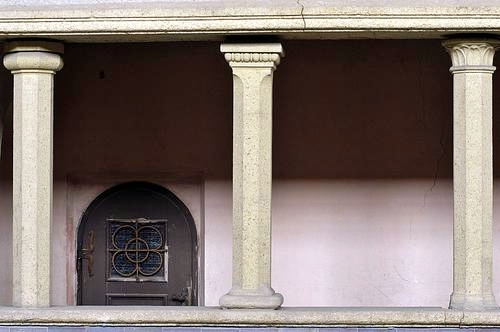
Säulen der oberen Galerie
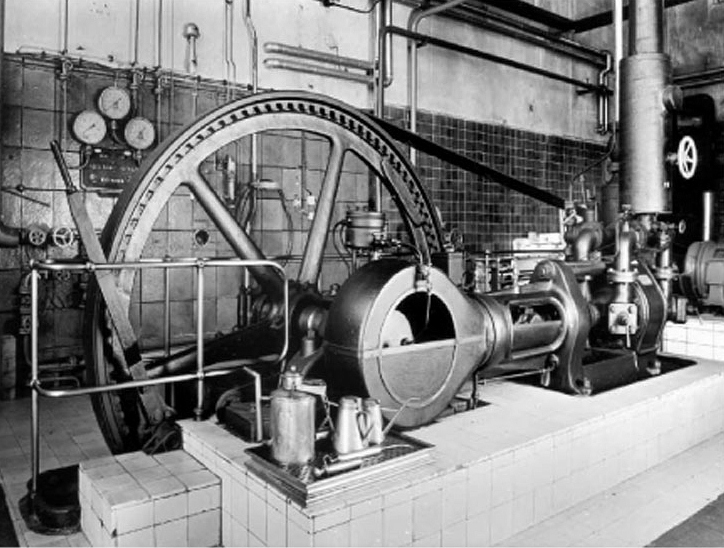
Schwungrad der Kühlanlage
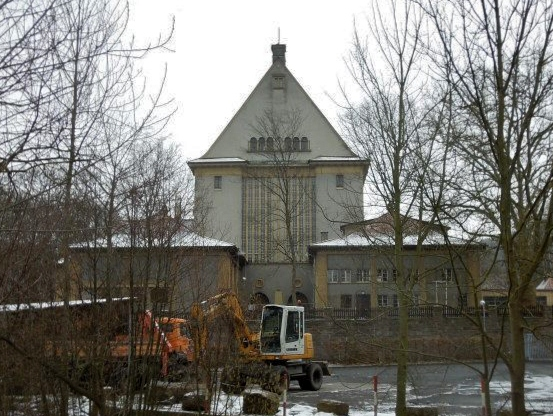
Rückseite des Schlachthofes
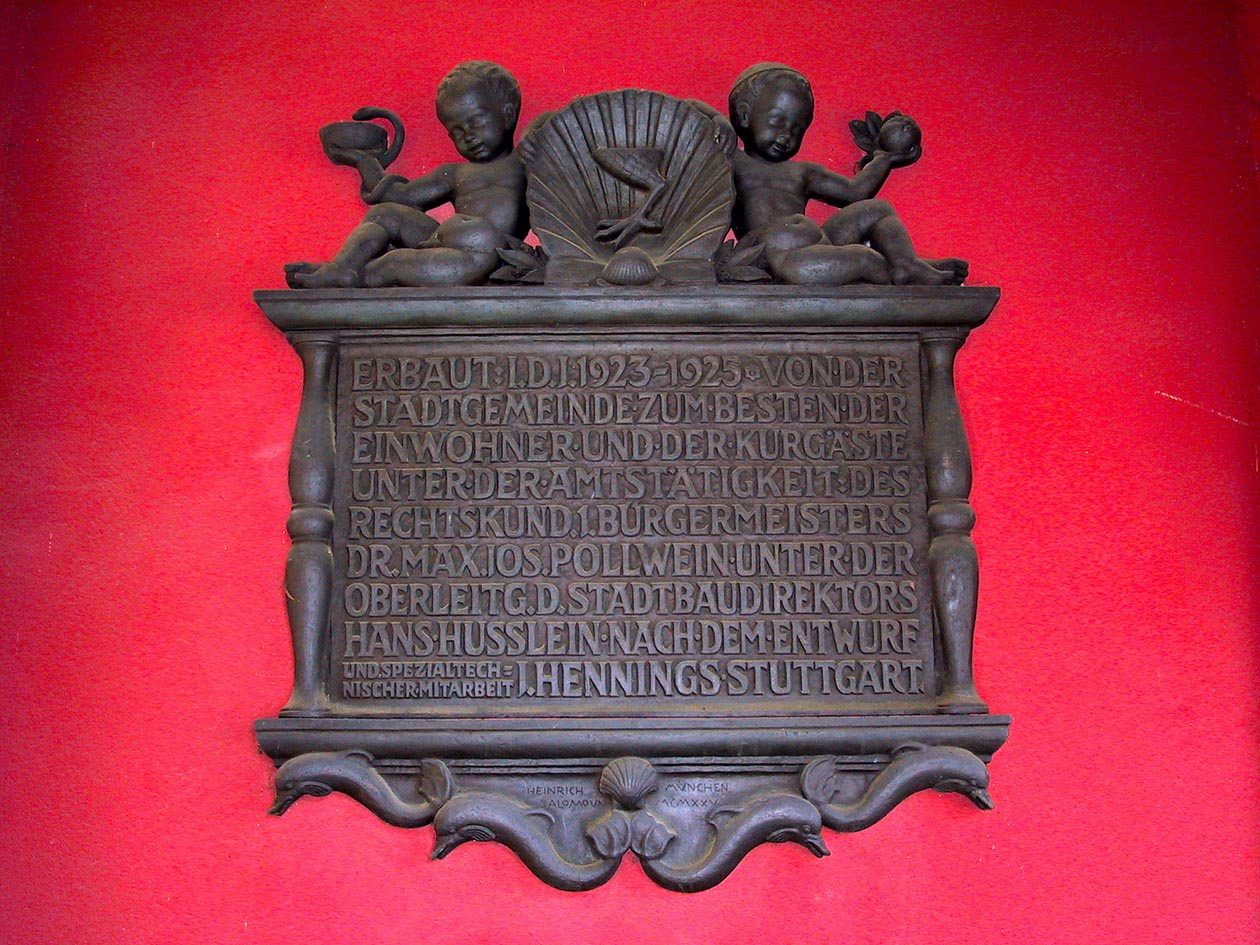
Gedenktafel zur Erbauung aus dem Jahr 1925